# Алтернативни пулс
Алтернативни пулс (lat. pulsus alternans) је физикални налаз са артеријским пулсним таласом који показује наизменичне јаке и слабе откуцаје. Најчешће је индикатор систолног оштећења леве коморе и има лошу прогнозу.

## Патофизиологија
У основи патофизиологиј алтернативног пулса налазе се два механизма:
Дисфункцији леве коморе —  која избацује знатно мање крви него нормално, што резултује смањење ударног и повећањем  дијастолног волумена срца. Као последица тога, током следећег циклуса у фази систоле мишић миокарда се истеже више него обично и доводи у наредном акту до повећања контракције миокарда што резултује снажнијим систоличким пулсом.
Хетерогеност између рефрактерног периода  здравих и оболелих ћелија миокарда — друго је објашњење патофизиологије овог механизма, који је највероватнија последица прекомерне експресије главног протеина за складиштење калцијума (калсекретина), у саркоплазматском ретикулуму што резултује значајним смањењем контрактилних сила миокарда и развојем алтернативног пулса.
У почетку, пре потпуне манифестације алтернативног пулса, може јавити тахикардија као компензаторни механизам за одржавања срчане излазне константе.

## Клинички значај
Налаз алтернативног пулса указује на тешку срчану инсуфицијенцију.

## Дијагноза
Дијагноза алтернативног пулса може се поставити: палпацијом изнад радијалне артерије и аускултацијом уз помоћ апарата за мерење крвног притиска или  ехокардиографијом 
Палпација
Палпацијом радијалне или бедрене артерије, осећа се правилан ритам, али наизменично снажне и слабе пулсни талас. 
Аускултација методом мерења крвног притиска
Уз помоћ гумене манжетне за крвни притисак може се аускултаторном методом мерења крвног притиска потврдили налаз — тако што се манжетна апарата за мерење крвног притиска напумпа до нивоа који је изнад систолног крвног притиска, а затим полако испушта ваздух из манжетне све док се не дође до нивоа систолог притиска, и ту заустави даље испуштање ваздуха. Ако се чују наизменични гласни и тихи Короткови тонови (први најачи и најбоље чујан тон који означава вредност систолног крвног притиска), то потврђује дијагнозу алтернативног пулса.
Ехокардиографија
Ехокардиографијом, ултрасонографијом или ултразвуком срца, користећи ултразвучне талас фреквенције изнад чујности људског ува, може се поставити дијагнота алтернативног пулса, 